# Stadsingeniør
Stadsingeniør er en historisk betegnelse for lederen af en større kommunes tekniske forvaltning og således den embedsmand, der har det overordnede ansvar for kommunens ingeniørarbejde.
I mindre kommuner var den tilsvarende betegnelse kommuneingeniør.

## Købstadskommuner
I takt med at de større købstadskommuner i sidste halvdel af 1800-tallet ansatte stadigt flere embedsmænd, som kunne aflaste borgmesteren, holdt ingeniørerne også deres indtog i forvaltningerne, blandt andet som stadsingeniører, men også som bygningsinspektører og havneingeniører.
Danmarks første stadsingeniør var Ole Rømer, der i 1705 blev udnævnt til embedet i Københavns Kommune.
Stadsingeniørerne blev formelt udnævnt af kommunalbestyrelsen. I dag har lederen af en kommunal teknisk forvaltning i lighed med lederne af de øvrige forvaltninger titlen direktør.
Stadsingeniørens opgaver var at planlægge, udføre og vedligeholde alle stadens tekniske anlæg så som gade- og kloakanlæg, vandforsyning, belysning og havnevæsen, for så vidt disse administrationsgrene ikke har deres særlige ingeniører, desuden ansvar for de sanitære anlæg i alle offentlige bygninger samt at forestå tilsynet med private spildevandsinstallationer og lignende. Da byplanlægningen blev indført, blev opgaven i mange kommuner underlagt stadsingeniøren.

## Mindre kommuner
I 1960'erne opstod der behov for teknisk bistand i de mindre kommuner. Sognekommunerne begyndte derfor at ansatte kommuneingeniører. Efter kommunalreformen i 1970 blev der ansat kommuneingeniører eller stadsingeniører i alle danske kommuner.

## Sverige
I Sverige er det stadsingenjörerne, der leder stadsbyggnadskontorerne og stadsingenjörskontorerne.

## England
I England kaldes en kommuneingeniør for borough engineer, mens den tilsvarende stilling i et grevskab kaldes for county engineer.